# Bahnbeirat
Der Bahnbeirat (Eigenschreibung BahnBeirat) der Deutschen Bahn war ein Gremium von Persönlichkeiten aus Wissenschaft und Wirtschaft, das den Konzernvorstand von Ende 2002 bis 2017 beriet.
Aufgabe war es, mit dem DB-Vorstandsvorsitzenden über zentrale unternehmerische Positionen und Anliegen sowie Einschätzungen zum Verkehrsmarkt und der Verkehrspolitik zu diskutieren. Er konnte dabei die Positionen des DB-Konzerns hinterfragen und den Dialog mit der Fachöffentlichkeit unterstützen. Im Juni 2004 unterstützte der Bahnbeirat den vom damaligen Bahnchef Hartmut Mehdorn geplanten Börsengang des gesamten Konzern bis 2006.
Der Bahnbeirat bestand aus 13 Mitgliedern, die aus unterschiedlichen Bereichen kamen. Die Mitglieder waren unabhängig und vertraten nicht die Institutionen, in denen sie tätig waren. Ihre Mandate galten jeweils für drei Jahre.
Er tagte mindestens viermal jährlich. Der Bahnbeirat hatte keine Aufgaben im Sinne des Aktienrechts.
2017, nach dem Weggang von Rüdiger Grube, wurde der Bahnbeirat aufgelöst.

## Mitglieder des BahnBeirats
Die Mitglieder des Bahnbeirates waren (Stand: 23. März 2015):
- Gerd Aberle, Vorsitzender (Justus-Liebig-Universität Gießen)
- Michael Brehm (Rebate Networks)
- Thomas Ehrmann (Westfälische Wilhelms-Universität Münster)
- Jürgen Fleischer (Karlsruher Institut für Technologie)
- Volker Hauff (Bundesminister a. D., Ethikkommission für eine sichere Energieversorgung)
- Herbert Henzler (Ludwig-Maximilians-Universität München)
- Peter Hommelhoff (Ruprecht-Karls-Universität Heidelberg)
- Jürgen Hubbert (ehemaliger Vorstand der Daimler AG)
- Werner Rothengatter (Karlsruher Institut für Technologie)
- Wolfgang Schuster (Oberbürgermeister Stuttgart a. D.)
- Lencke Steiner (FDP Bremen)
- Thomas Straubhaar (Universität Hamburg)
- Jürgen Weber (Ehrenvorsitzender des Aufsichtsrates Deutsche Lufthansa AG)